# ویگمورد، هرفوردشر
ویگمورد (به انگلیسی: Wigmore) یک روستا و محله مدنی در بریتانیا است که در هرفوردشر واقع شده‌است. ویگمورد ۷۵۷ نفر جمعیت دارد.